# Malena Costa Sjögren
Malena Costa Sjögren (Alcúdia, Mallorca, 31 d'agost de 1989) és una model de publicitat.
Amb només onze anys, participà en una desfilada de moda. L'any 2005 es presentà al concurs Elite Model Look 2005 i hi quedà finalista en sisè lloc. El 2007 es presentà al concurs de bellesa, "Miss Balears". El 2006 va participar en el programa de TV "Super Modelo" i començà la seva carrera com a model per diferents companyies com Swatch o Don Algodón. Ha aparegut en totes les publicacions de moda, com Vogue. Va firmar un contracte amb l'empresa Model Managament.
El 2025 fou inclosa a la llista Forbes de les 50 dones més influents de les Balears.

## Vida personal
El seu pare és mallorquí i la seva mare és sueca. La seva família viu al Port d'Alcúdia. Malena fa 1,73 m d'altura, i és aficionada a l'hípica, a la pintura i a córrer.
Va tenir una relació amb el fill del president de l'empresa de viatges Halcón Viajes, Javier Hidalgo. Més tard va tenir una relació amb el jugador del FC Barcelona, Carles Puyol. Des del 2012 manté una relació amb el jugador de l'ACF Fiorentina, Mario Suárez, amb qui va tenir una filla el 28 de juny de 2016; Matilda Suárez Costa, i el juliol de 2017 un fill; Mario Suárez Costa.